# Ravendusk in My Heart
Ravendusk in My Heart è il primo album in studio del gruppo musicale svedese Diabolical Masquerade, pubblicato nel 1996.

## Tracce
1. The Castle of Blackheim – 7:14
2. Blackheim's Quest to Bring Back the Stolen Autumn – 6:17
3. Beyond the Spiritual Moon – 0:56
4. The Sphere in Blackheim's Shrine – 3:32
5. Under the Banner of the Sentinel – 3:14
6. Blackheim's Forest Kept the Seasons Forever – 6:09
7. The Darkblue Seajourneys of the Sentinel – 5:02
8. Blackheim's Hunt for Nocturnal Grace – 7:46
9. Ravendusk in My Heart – 2:05

## Formazione
- Anders Nyström (Blakkheim) – voce, chitarra, basso, programmazioni, tastiera, effetti

Personale aggiuntivo
- Dan Swanö – voce (in Under the Banner of the Sentinel), batteria, tastiera